# 沙利文 (肯塔基州)
沙利文（英語：Sullivan）是位於美國肯塔基州尤寧縣的一個非建制地區。

## 地理
沙利文所處的海拔為高於海平面114米（即374英呎），而該地所採用的時區為UTC-6，即北美中部時區（CST）。同時該地設有夏令時間，為UTC-6調快一小時，即UTC-5（CDT）。